# Schwarzgastronomie
Als Schwarzgastronomie im eigentlichen Sinn werden  gastronomische Veranstaltungen ohne die nach dem Gaststättengesetz erforderliche Gestattung oder Vollerlaubnis bezeichnet. Sie sind in Deutschland illegal und können durch Untersagung oder Verhängung von Bußgeldern unterbunden werden.
Vom Gaststättengewerbe werden oft auch legale, nach § 12 des Gaststättengesetzes gestattete Veranstaltungen wie Feuerwehr-, Schul- und Schützenfeste, Veranstaltungen von Pfarrgemeinden, karitativen Verbänden, Vereinen und Parteien als „Schwarzgastronomie“ bezeichnet. Insbesondere in ländlichen Gebieten betrachten viele ansässige Gastronomen solche Veranstaltungen mit selbstorganisierter Verpflegung als unfaire Konkurrenz, da dort Produkte durch Verzicht auf Fachpersonal und auf die der gewerblichen Gastronomie vorgeschriebenen Einrichtungen und Auflagen zu erheblich günstigeren Preisen angeboten werden können und die Einnahmen nicht in allen Fällen zu versteuern sind. Die Interessenverbände der Gastwirte streben daher restriktivere gesetzliche Regelungen zur Genehmigung solcher Veranstaltungen und strengere Kontrollen an. Dem steht – neben den direkten finanziellen Interessen von Vereinen und anderen veranstaltenden Einrichtungen – entgegen, dass sowohl Gastwirte als auch Kommunalpolitiker auf deren Mitglieder als Kunden bzw. Wähler angewiesen sind.